# سيف (سمكة)
السَيْف سمك بحري شبيه بالسيف، ينتمي لفصيلة السيوف.